# Alburnus arborella

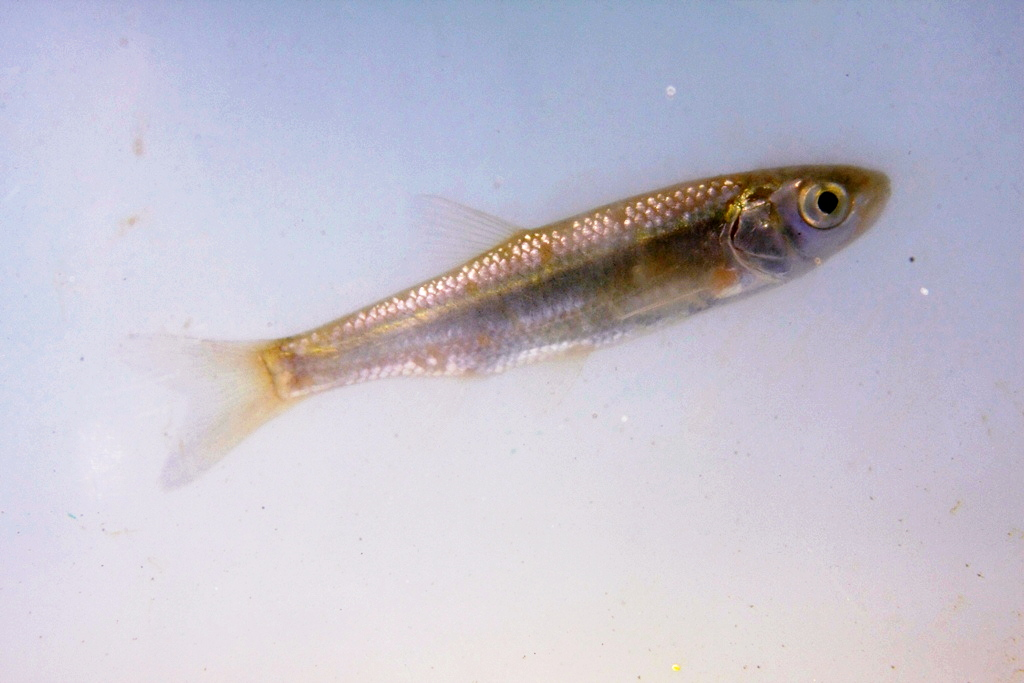
Ibrido tra A. arborella e Squalius squalus noto come "sampierolo" e in passato considerato buona specie (Leuciscus lapacinus)

Alburnus arborella (Bonaparte, 1841), nota in italiano come alborella, è un pesce osseo d'acqua dolce della famiglia Cyprinidae.

## Tassonomia
Per molti anni questa specie è stata confusa con A. alburnus, in particolare veniva considerata una sua sottospecie (A. alburnus arborella) o una sottospecie di Alburnus albidus. È stata descritta una sottospecie Alburnus arborella lateristriga che corrisponde all'ibrido con il triotto. Infine una specie considerata in passato talvolta valida, il "sampierolo" Leuciscus lapacinus è un ibrido tra alborella e cavedano italico che si incontra pressoché ovunque le specie parentali siano in simpatria.

## Distribuzione e habitat
Questa specie è endemica della pianura Padana, di una parte del versante adriatico dell'Italia centrale e di alcune zone della costa istro-dalmata (fiumi Mirna e Zermagna). Le alborelle presenti nel fiume Narenta e nei laghi di Ocrida e Scutari in territorio macedone ed albanese sono ora considerate due specie a sé come A. neretvae e A. scoranza. È stata introdotta con successo nel fiume croato Ricica e in vari fiumi dell'Italia centrale tirrenica come Arno, Tevere e Ombrone, nei laghi dell'Italia centrale, nel Meridione e, a partire dal 1994 anche in Sardegna risultando così diffusa in tutti gli ambienti idonei d"Italia.
Vive in una vasta gamma di habitat che vanno dai fiumi a corrente moderata ai laghi di ogni estensione, ai canali di pianura. si incontra in alcuni laghi alpini fino a 2000 metri di quota. Nei laghi fa vita pelagica. Rappresenta spesso la specie dominante come numero di individui (ma non come biomassa) negli ambienti che occupa, per esempio nel Po costituisce almeno il 60-70% della fauna ittica come numero di individui mentre non supera il 2-6% come biomassa. Nei grandi laghi occupa le fasce superficiali dell'acqua in corrispondenza di alti fondali e in zone prive di vegetazione acquatica.

## Descrizione
Ha aspetto slanciato e compresso ai lati, con profilo dorsale dritto e ventre leggermente arcuato; la bocca è rivolta verso l'alto e la mandibola è sporgente rispetto alla mascella. La pinna dorsale ha origine posteriore rispetto alle pinne ventrali. La pinna caudale è vistosamente forcuta, con lobi appuntiti; la pinna anale è abbastanza lunga. L'apide delle pinne pettorali non raggiunge l'inserzione delle ventrali. Le scaglie si possono asportare facilmente al semplice tocco delle dita. Sul ventre fino all'apertura anale è presente una carena rigida, poco visibile e coperta almeno in parte da scaglie.
Assomiglia molto all'alburno, specie europea sporadicamente introdotta in Italia e all'alborella meridionale. Si può distinguere dal primo per la pinna anale più avanzata (sotto gli ultimi 4-8 raggi divisi della pinna dorsale, contro sotto l'ultimo raggio diviso), per un numero maggiore di raggi divisi nella pinna anale (13-16 contro 11-13 in A. alburnus), per avere la carena ventrale coperta di squame e per avere una fascia laterale scura debolmente visibile (del tutto assente nell'alburno) che diventa molto vistosa negli esemplari conservati in alcool o formalina (gli esemplari conservati di A. alburnus non ce l'hanno o ce l'hanno appena visibile). Si distingue da A. albidus soprattutto perché la bocca è inclinata mentre nella congenerica meridionale è quasi in orizzontale.
La colorazione è argentea, molto riflettente, con riflessi verdastri o azzurri madreperlacei. Sui fianchi è presente e più o meno visibile una fascia più scura con riflessi iridescenti verdastri o violacei, bordata superiormente da una linea dorata.
La taglia massima registrata è di 12,7 cm, la taglia media si attesta sui 10 cm; segnalazione di individui di oltre 20 cm sono con ogni probabilità da riferirsi ad altre specie di Alburnus.

## Biologia

### Comportamento

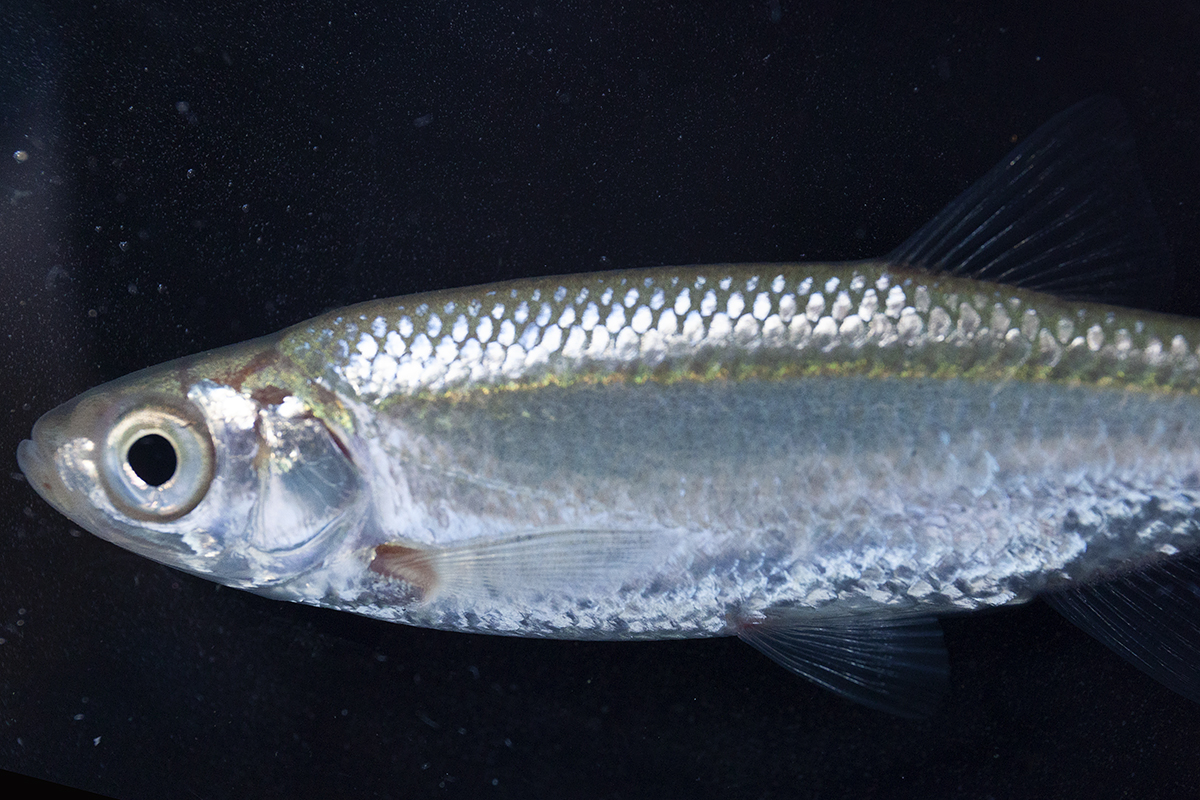
Alborella, particolare del capo

Specie spiccatamente gregaria forma banchi di notevoli dimensioni che possono diventare giganteschi in ambienti lacustri di grandi dimensioni. L'accrescimento risulta molto più veloce negli ambienti lacustri che in quelli ad acqua corrente.

### Alimentazione
Nei laghi si nutre principalmente di zooplancton (copepodi, cladoceri, alghe, ecc.), le popolazioni fluviali anche di insetti ed altri invertebrati, talvolta perfino di alghe e materiale vegetale. Si tratta di una specie opportunista in grado di sfruttare le varie risorse trofiche in base alla disponibilità del momento.

### Riproduzione
Al momento della riproduzione tra giugno e luglio si raduna in banchi ed effettua migrazioni fino a zone con forte corrente e fondi ghiaiosi nei fiumi o bassifondi sassosi nei laghi, occasionalmente depone le uova sulla vegetazione acquatica. Ogni femmina può deporre fino a 3000 uova. Il tempo di schiusa, variabile in base alla temperatura dell'acqua, è di circa 7 giorni. La maturità sessuale è raggiunta al secondo anno, talvolta già al primo. Mentre fino a tre anni di età i maschi rappresentano circa il 50% della popolazione nelle classi più anziane tendono a ridursi fino a scomparire e gli esemplari di maggior taglia sono esclusivamente femmine.

## Pesca
Viene pescata sia dai pescatori sportivi che da quelli professionisti, soprattutto nei laghi. Le sue carni sono ottime e si prestano ad essere fritte o conservate in carpione ed hanno un notevole valore commerciale nei laghi del nord Italia. Nel lago di Garda negli anni '80 l'alborella rappresentava il 30-35% del pesce sbarcato, valutabile in 1300-1500 quintali all'anno. In passato la guanina estratta dalle scaglie veniva utilizzata per la produzione delle perle artificiali e denominata "essenza d'Oriente".

## Conservazione
Questa specie non è particolarmente minacciata, le popolazioni sono in espansione e non subisce impatti o sovrapesca, per questo la Lista rossa IUCN la classifica come "a rischio minimo". In alcuni ambienti come il lago Maggiore e quello di Lugano soffre la competizione di specie aliene come il rutilo.

### Specie aliena
La sua introduzione nell'Italia centromeridionale le ha permesso di entrare in simpatria con la rovella e l'alborella meridionale causando talvolta la rarefazione o la scomparsa locale di queste specie.